# اچ‌ام‌اس آنداونتد (ان۵۵)
اچ‌ام‌اس آنداونتد (ان۵۵) (به انگلیسی: HMS Undaunted (N55)) یک زیردریایی بود که طول آن ۵۸٫۲۲ متر (۱۹۱٫۰ فوت) بود. این زیردریایی در سال ۱۹۴۰ ساخته شد.